# Perkos Dome
Der Perkos Dome (englisch; bulgarisch Купол Перкос Kupol Perkos) ist ein 2050 m hoher Eisdom im westlichen Teil des Detroit-Plateaus an der Danco-Küste des Grahamlands auf der Antarktischen Halbinsel. Er ragt 17 km nordöstlich des Baldwin Peak, 7,54 km südlich des Mount Ader, 10,6 km südwestlich des Lale Buttress und 23,6 km nordwestlich des Kavlak Peak zwischen Nebengletschern des Lilienthal-, des Sikorsky- und des Breguet-Gletschers auf.
Britische Wissenschaftler kartierten ihn 1978. Die bulgarische Kommission für Antarktische Geographische Namen benannte ihn 2014 nach der thrakischen Gottheit Perkos.